# 慕尼黑王宫
慕尼黑王宫（Münchner Residenz）为昔日巴伐利亚君主的王宫，位于德国慕尼黑市中心。这座宫殿是德国最大的市内宫殿，目前向游客开放，展示其建筑、室内装饰和王家收藏。

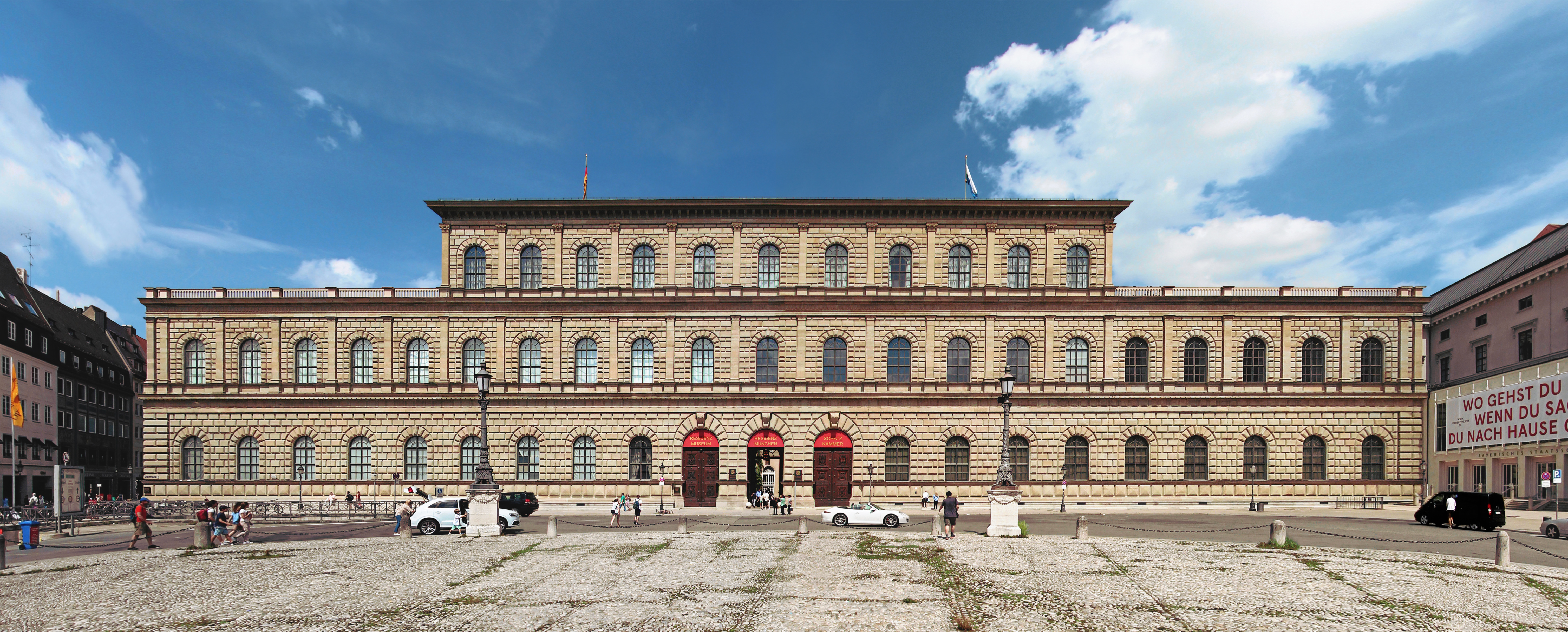
国王殿，为新文艺复兴风格建筑，模仿佛罗伦萨的彼提宫

建筑群包括十个庭院和博物馆，有130个展室。三个主要部分分别是靠近马克斯-约瑟夫广场的国王殿（Königsbau）、朝向王宫大街的老宫殿（Alte Residenz），以及面临王宫花园的宴会厅（Festsaalbau）。二战后重建王宫，屈维利埃剧院（Cuvilliés Theatre）就设于宴会厅的一翼。王宫内的赫拉克勒斯厅（Herkulessaal）为巴伐利亚广播交响乐团主要的表演場地。

## 图片

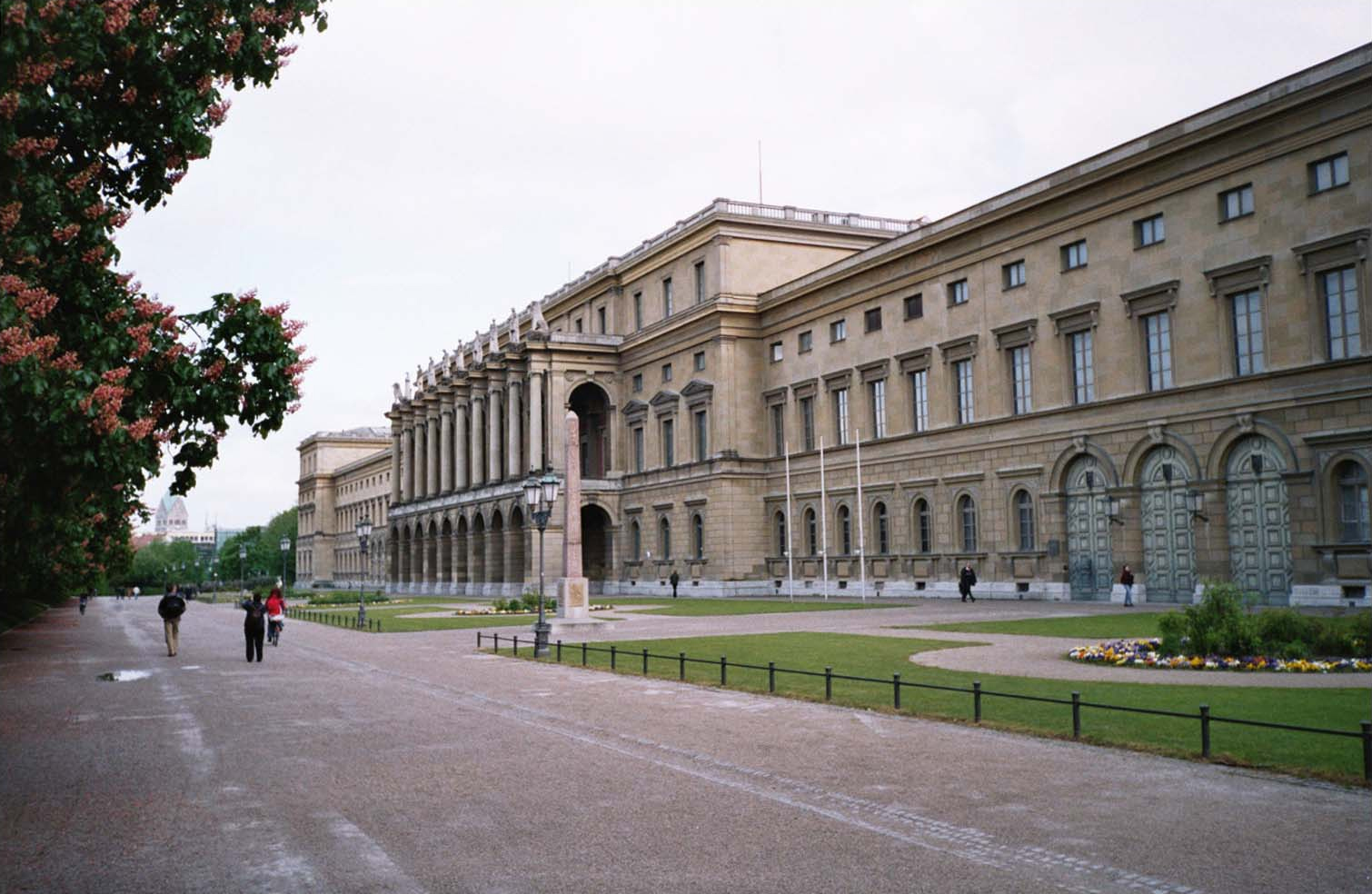
宴会厅
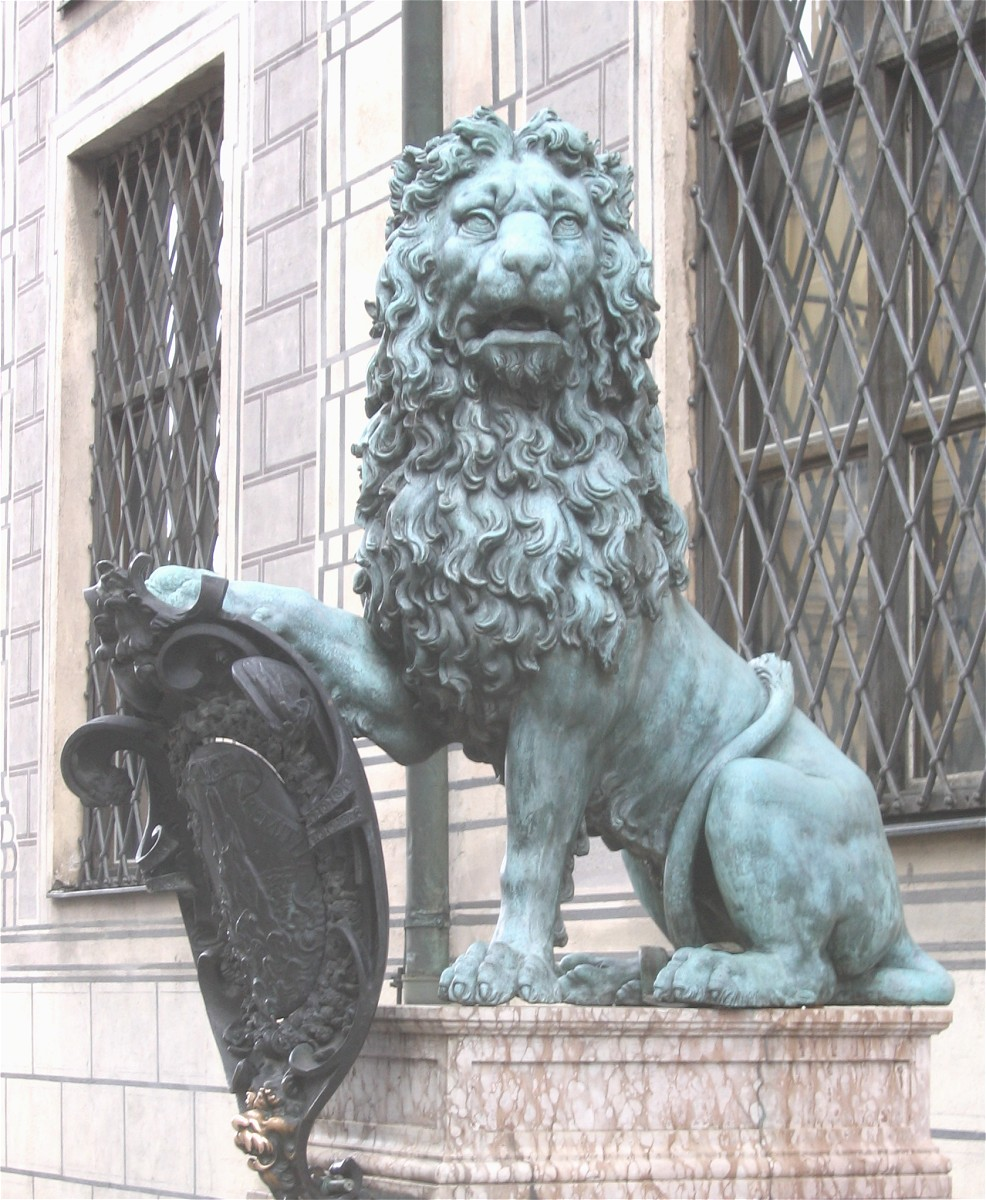
旧王宫前的狮子
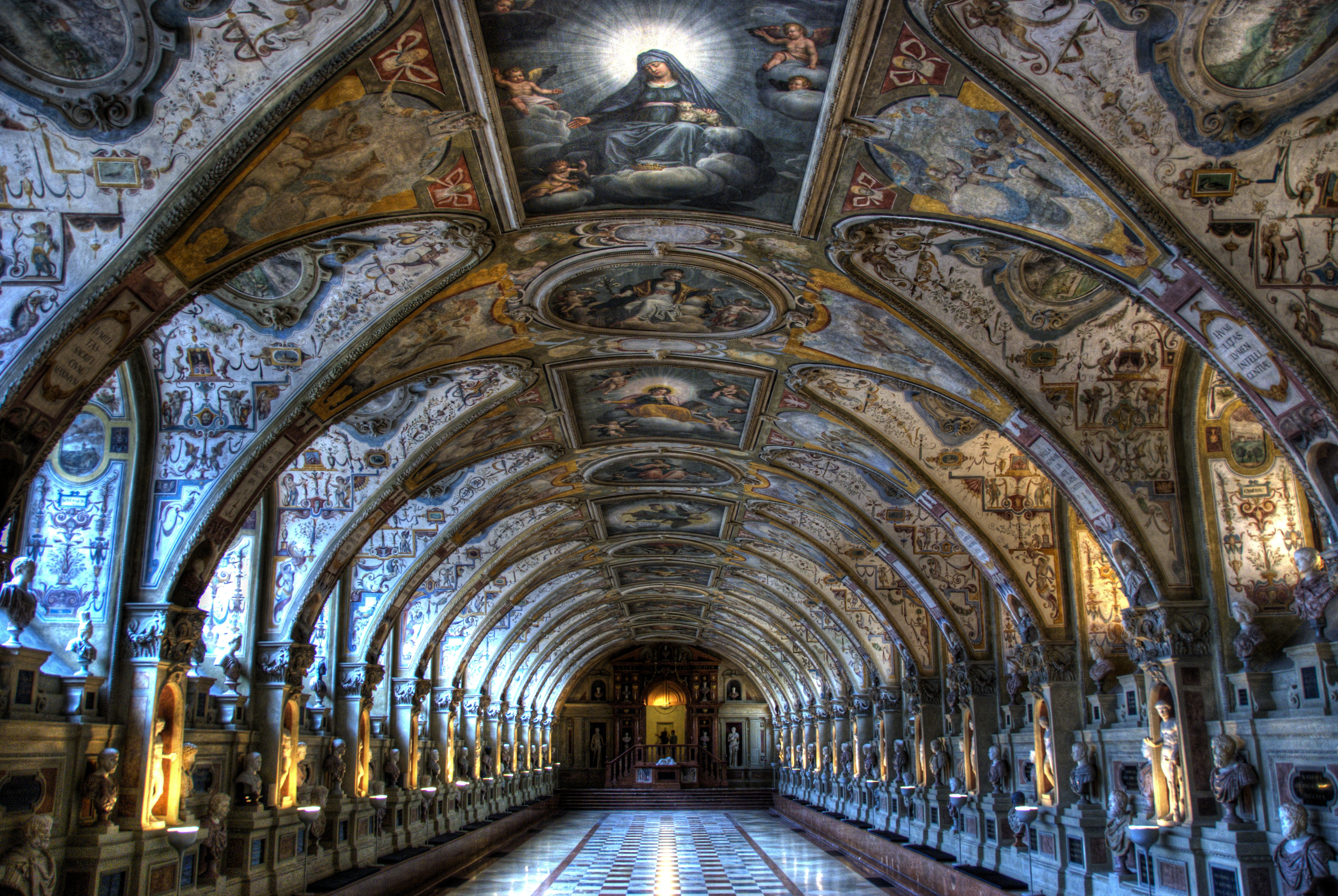
考古馆
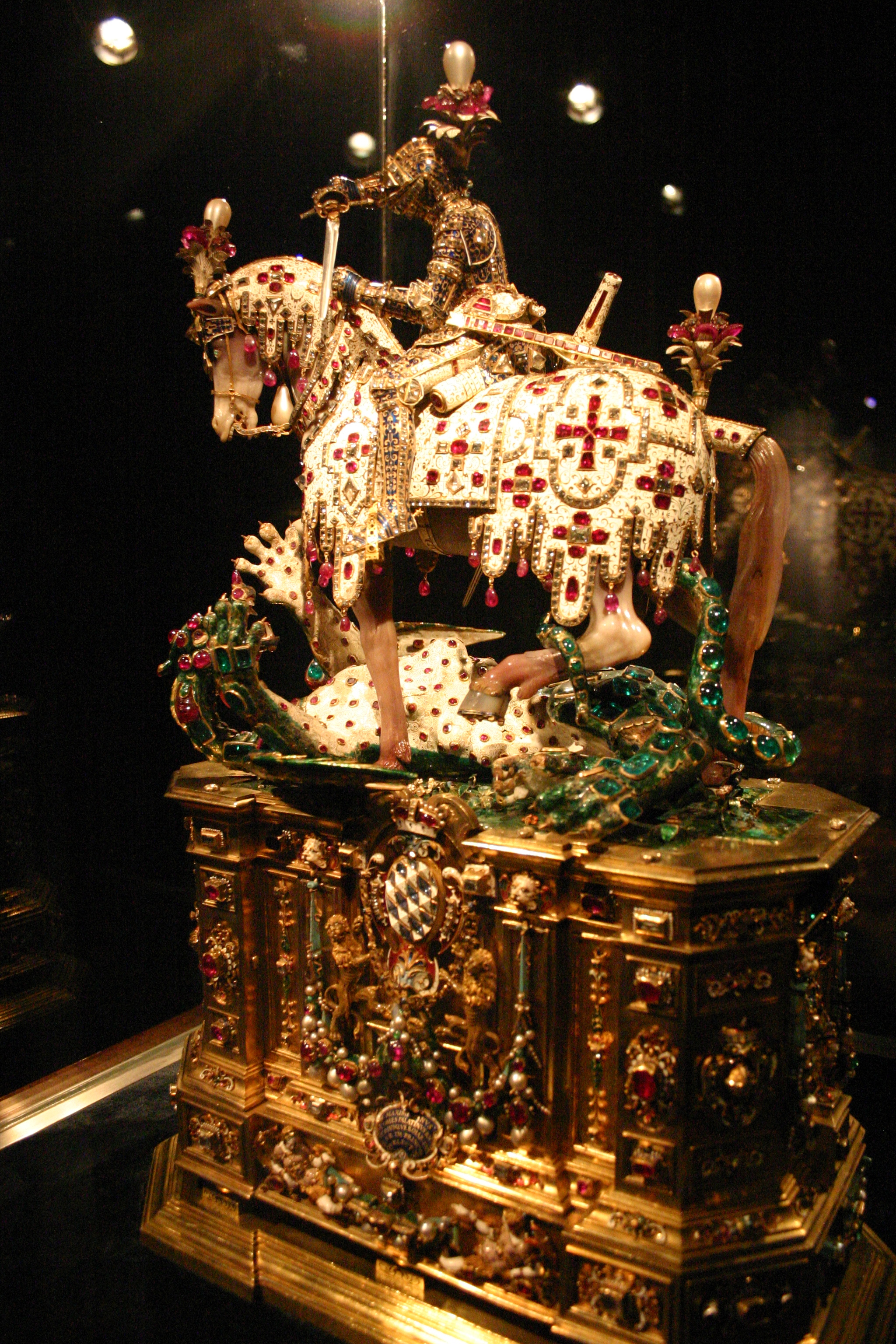
圣乔治雕像
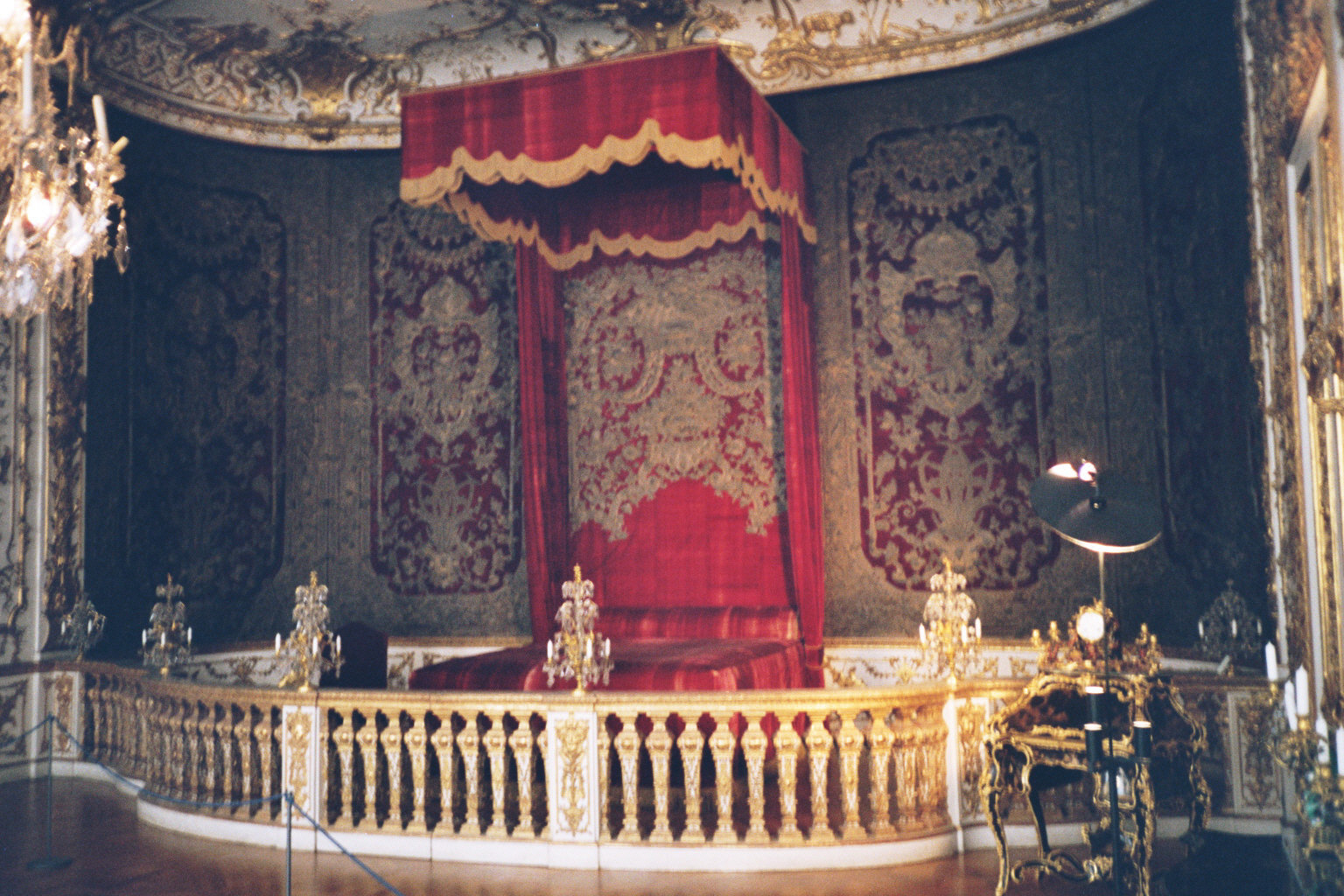
卧室
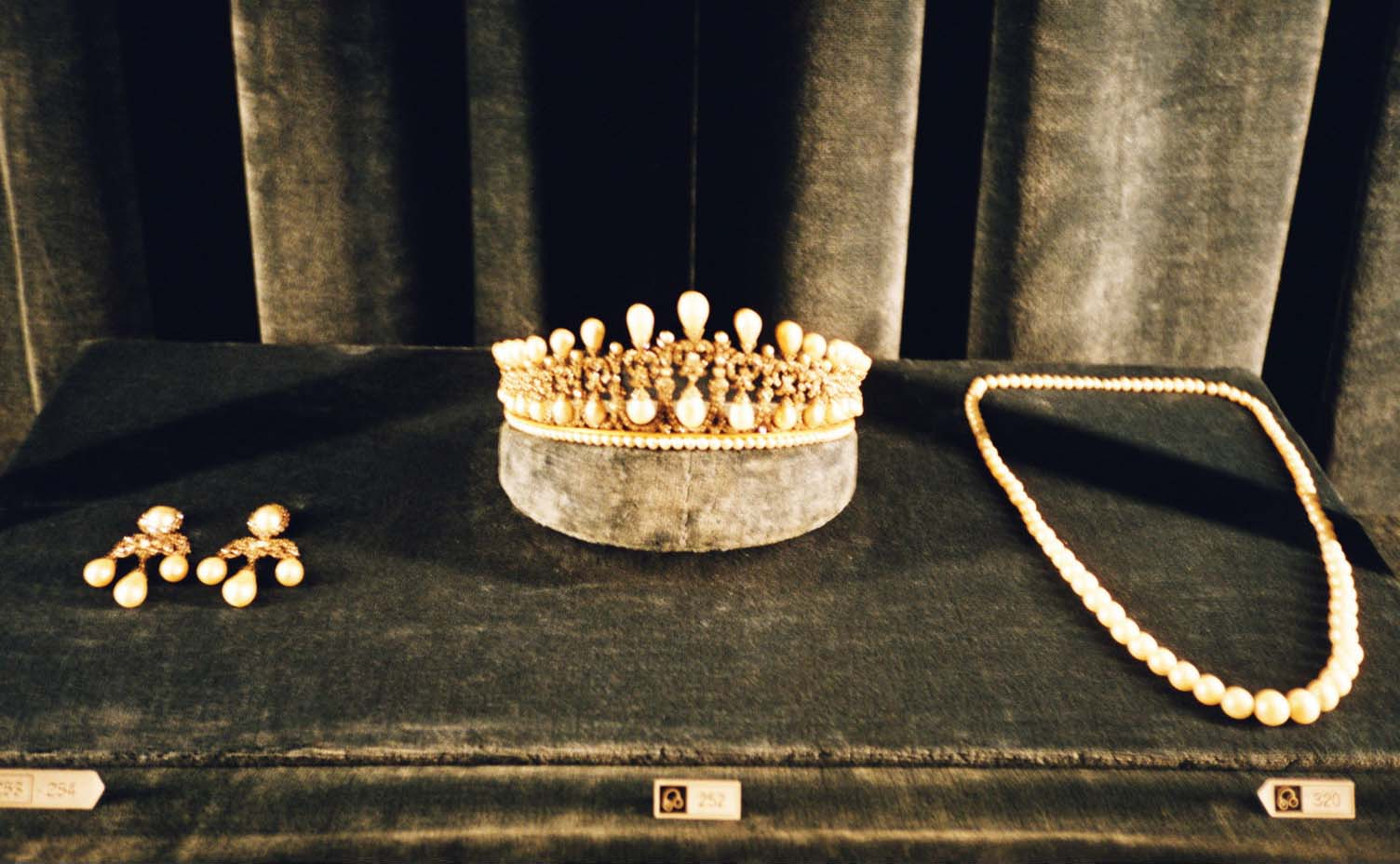
珍宝馆内的王后珠宝